# Jean Hautstont
Jean Hautstont (geboren Brussel, 13 december 1867) was een Belgisch componist en esperantist.
Hij was zoon van musicus Hippolyte Hautstont en kantwerkster Elisabeth Bailly en was van 1890 tot 1910 getrouwd met Lucienne Hubertine Masset. Grootvader Jean Charles Hautstont was eveneens musicus; zus Barbe Hautstont kreeg opleiding tot pianiste.
Samen met zijn broer luthier Charles Hautstont (1863-1929) was hij betrokken bij een anarchistische beweging in België. Zij volgden het gedachtegoed van Élisée Reclus. Ze schreven onder meer voor het blad La Misère en La lutte pour lárt. Ook drukte hij samen met zijn broer in een thuisdrukkerij muziek, die vanwege het anarchistische karakter niet bij de gangbare muziekdrukkerijen werd uitgegeven. En er kwam de pamflettenreeks Bibliothèque des Temps Nouveaux (1895-1904).
Hij kreeg zijn muziekopleiding aan het Koninklijk Conservatorium Brussel en werd directeur van het Institut Professionel in Monaco. Hij zou enige tijd hofcomponist/musicus bij Albert I van Monaco zijn geweest.
Hij schreef wel een aantal werken:
- lyrisch drama Lidia (1905), samen met Alexandra Myrial; de twee woonden enige tijd samen
- lyrisch drama Résurrection naar de roman Opstanding van Lev Tolstoj
- Notation musicale autonome (Parijs 1907), introductie van een nieuw notenschrift, op basis van het aantal trillingen per toon en ook naar fysiologische aspecten, dat tot in China vertaald werd (door M. Li Yu-Ying)
- Solfège (1913)
- Hymne triomphal et prophétique de la commune mondiale (1922)

Hij ondernam reizen naar China en schreef ook een provisorisch volkslied voor China onder de titel 卿雲歌.  Het werd geschreven in 1913 op teksten uit de Shang shu. Het werd in de loop der jaren steeds verder aangepast zodat het in de periode van 1913 tot 1915 gebruikt kon worden als tijdelijk volkslied en later na weer aanpassingen door Xiao Youmei van 1921 tot 1928. Het geeft het begrip 'geluk' weer binnen de Chinese cultuur.
In 1922 stichtte hij een modern conservatorium in China. In 1936 was hij ingeschreven bij SACEM (Société des Auteyrs, Compositeurs et Éditeurs de Musique (auteursrechten). Van Jean Hautstont zijn sterfplaats en -datum onbekend.
- Gemeinsame Normdatei: 1198595035
- International Standard Name Identifier: 0000 0003 5899 1479
- Library of Congress Control Number: no2019052244
- Système universitaire de documentation: 151266379
- Virtual International Authority File: 213365534
- WorldCat: E39PBJkxKRXgKqMJ8bqqqBQ6rq